# Christos Papadimitriou
Christos Harilaos Papadimitriou (em grego: Χρήστος Χαριλάου Παπαδημητρίου; Atenas, 16 de agosto de 1949) é um Cientista da Computação da divisão de Ciência da Computação da Universidade da Califórnia em Berkeley, Estados Unidos. Ele estudou na Universidade Técnica Nacional de Atenas (BS em Engenharia Elétrica, 1972) e na Universidade de Princeton (Mestrado em Engenharia Elétrica, 1974 e PhD em Engenharia Elétrica e Ciência da Computação, 1976). Ele também lecionou em Harvard, MIT, a Universidade Técnica Nacional de Atenas, Stanford, e UCSD.
Papadimitriou é o autor do livro Complexidade Computacional, um dos livros mais utilizados no campo da teoria da complexidade computacional. Ele também é co-autor de Algoritmos com Sanjoy Dasgupta e Vazirani Umesh. O livro foi publicado em 2006.
Ele é destaque entre os top 100 autores de ciência da computação, e seu nome foi listado na posição 19 na base de dados do Search Engine CiteSeer acadêmicas e biblioteca digital.

## Prêmios e homenagens
Em 2001, Papadimitriou foi introduzido como um Fellow da Association for Computing Machinery e em 2002 ele foi premiado com o Prêmio Knuth. Tornou-se fellow da Academia Nacional de Engenharia dos Estados Unidos pelas contribuições para a teoria da complexidade, teoria de banco de dados e otimização combinatória. Em 2009 ele foi eleito para a Academia Nacional de Ciências. Durante o 36º Colóquio Internacional sobre Autómatos, Linguagens e Programação (ICALP 2009), houve um evento especial em homenagem às contribuições de Papadimitriou para ciência da computação.

## Produções bibliograficas
- Elements of the Theory of Computation (with Harry R. Lewis). Prentice-Hall, 1982; second edition Setembro 1997.
- Combinatorial Optimization: Algorithms and Complexity (com Kenneth Steiglitz).  Prentice-Hall, 1982; segunda edição Dover, 1998.
- The Theory of Database Concurrency Control. CS Press, 1986.
- Computational Complexity. Addison Wesley, 1994.
- Turing (a Novel about Computation). MIT Press, Novembro 2003.
- Life Sentence to Hackers? (in Greek). Kastaniotis Editions, 2004. Uma compilação de artigos escritos para o jornal grego To Vima.
- Algorithms (coauthored with Sanjoy Dasgupta and Umesh Vazirani).  McGraw-Hill, Setembro 2006
- Logicomix, Uma Jornada Épica em Busca da Verdade (em coautoria com Apostolos Doxiadis, e ilustrações de Alecos Papadatos e Annie di Donna). Editora Ικαρος, 2008.